# Matthieu de Bapaume
Mathieu Renaud, ou Reginaldi, de Bapaume, mort le  20 mars 1414, est un  prélat français du début du XVe siècle, évêque de Thérouanne.

## Biographie
Mathieu Renaud est le confesseur du roi Charles VII. Il est nommé évêque de Thérouanne en 1404. Mgr Renaud est l'auteur d'une vie des papes.